# Краснохолмское (посёлок)
Краснохолмский — поселок в Полесском районе Калининградской области.

## География
Находится в северной части Калининградской области на расстоянии приблизительно 25 км на восток по прямой от административного центра района города Полесск.

## История
Населенный пункт назывался ранее Абшрутен (до 1938 года), Элертфельде (до 1946 года). В составе Полесского района с 2008 по 2016 год входил в состав Залесовского сельского поселения.

## Население
Численность населения: 33 человека (русские 52 %, армяне 27 %) в 2002 году, 39 в 2010.